# Hispano-Suiza

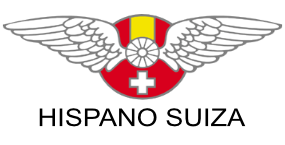
Hispano Suiza Logo, traditionell mit Hinweis auf Spanien (Hispano) und die Schweiz (Suiza)

Hispano-Suiza ist seit 1902 als Firmen- und Markenname für Produkte bekannt, die vorwiegend im Transport und Rüstungsbereich genutzt wurden. In der Geschichte von Firmennachfolgen, Aufspaltungen, Firmenverflechtungen, Produktionsstandorten und Produktbereichen wurde der Name Hispano-Suiza vielfach weitergenutzt.

## Geschichte

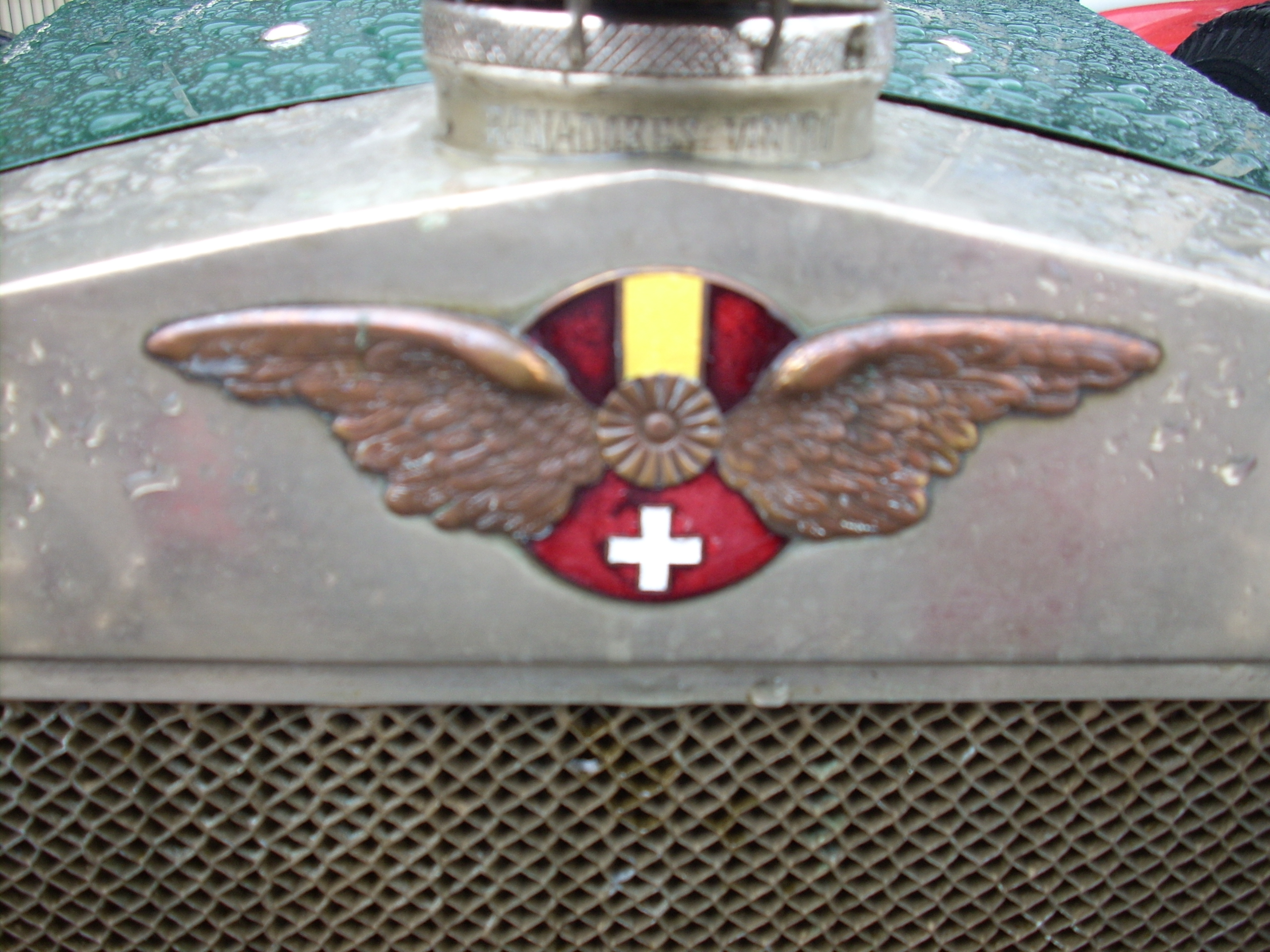
Hispano-Suiza-Logo

Logo des Unternehmens

Die Historie des Unternehmens hat ihren Ursprung im spanischen Automobilhersteller Constructora Hispano-Suiza de Automóviles, J. Castro Sociedad en Comandita (1902) und La Hispano-Suiza (1904), wo unter führender Beteiligung des Schweizer Konstrukteurs Marc Birkigt in Barcelona die Fertigung von Automobilen aufgenommen wurde.
In seinem französischen Zweigwerk in Bois-Colombes fertigte Hispano-Suiza neben Automobilen während des Ersten Weltkriegs auch Flugmotoren. Das Werk, ab 1923 das selbstständige Tochterunternehmen Société Française Hispano-Suiza, produzierte später auch Bordwaffen für Flugzeuge der französischen Armée de l’air und konzentrierte sich nach der Einstellung des Automobilbaus 1938 ganz auf die Fertigung von Flugmotoren und Maschinenkanonen.
Hispano Suiza (Suisse), eine Neugründung in der Schweiz im Jahr 1938, war in den 1950er Jahren als Generalunternehmer für den Bau des Schützenpanzers HS 30 der Bundeswehr verantwortlich. Die Umstände seiner Beschaffung mündeten Ende der 1960er Jahre in den HS-30-Skandal. Das Unternehmen ging in den 1970er Jahren in den Oerlikon-Konzern auf.

### Gründung in Barcelona

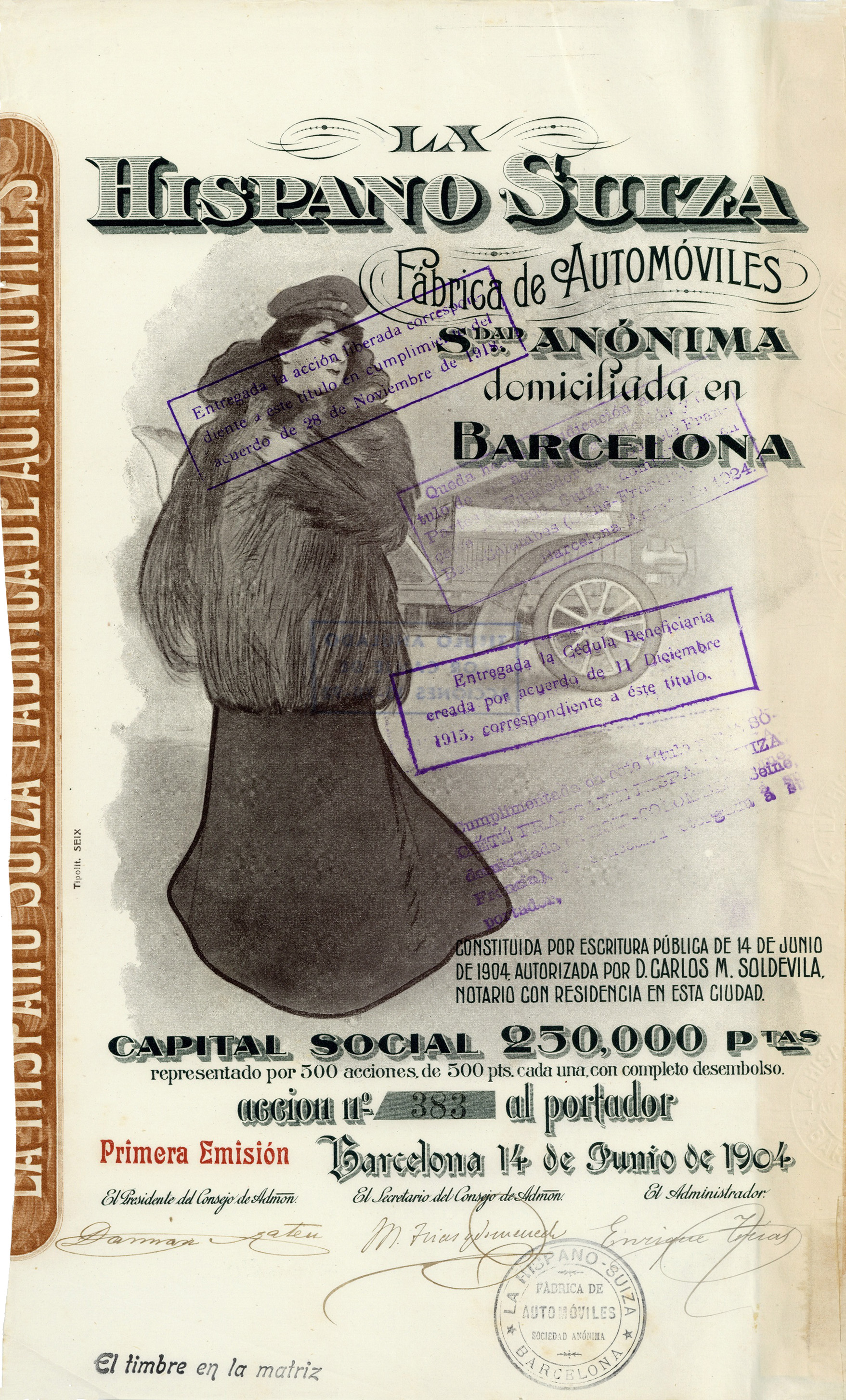
Gründungsaktie der La Hispano Suiza Fábrica de Automóviles über 500 Peseten, ausgestellt in Barcelona am 14. Juni 1904, im Original unterschrieben von Damián Mateu, Mitbegründer, Präsident und Financier des Unternehmens

Die Ursprünge von La Hispano-Suiza liegen in Barcelona bei dem Vorläuferbetrieb für Elektromobile der als  La Cuadra (1899) bekannt war und in dem Automobilwerk Constructora Hispano-Suiza de Automóviles, J. Castro Sociedad en Comandita. Francisco Seix Zaya und der Rechtsanwalt Damián Mateu gründeten am 14. Juni 1904 in Barcelona das Unternehmen Hispano-Suiza, Fabrica de automoviles S.A. mit Birkigt als Mitinhaber und Chefkonstrukteur. Auch der noch junge und motorbegeisterte König von Spanien Alfonso XIII. stand hinter der Neugründung.
Die Namensgebung, Hispano für Spanien und Suiza für die Schweiz, sollte die Verbindung von spanischem Kapital und schweizerischem Erfindergeist verdeutlichen, was auch im Hispano-Suiza-Logo mit spanischer und Schweizer Flagge zum Ausdruck kam.
1910 kam der Wagentyp Hispano-Suiza 15–45 HP auf den Markt. Er wurde mit Duldung des Königs auch Alfonso XIII genannt.
Mit dem Beginn des Spanischen Bürgerkriegs ließ die spanische Regierung 1936 die Automobilproduktion herunterfahren, in einzelnen Werken sogar ganz stoppen, und es wurde auf Kriegswaffenproduktion umgestellt. Das Franco-Regime verstaatlichte schließlich 1945 das Unternehmen. Bereits 1940 gründete Hispano-Suiza zusammen mit der Banco Urquijo und einer Gruppe anderer spanischer Firmen die Sociedad Ibérica de Automóviles de Turismo (S.I.A.T.), aus der 1950 der Autohersteller Seat (Sociedad Española de Automóviles Turismo) hervorging. Marc Birkigt verließ bereits 1938 das Unternehmen und gründete in Genf Hispano Suiza (Suisse).

### Hispano-Suiza in Frankreich

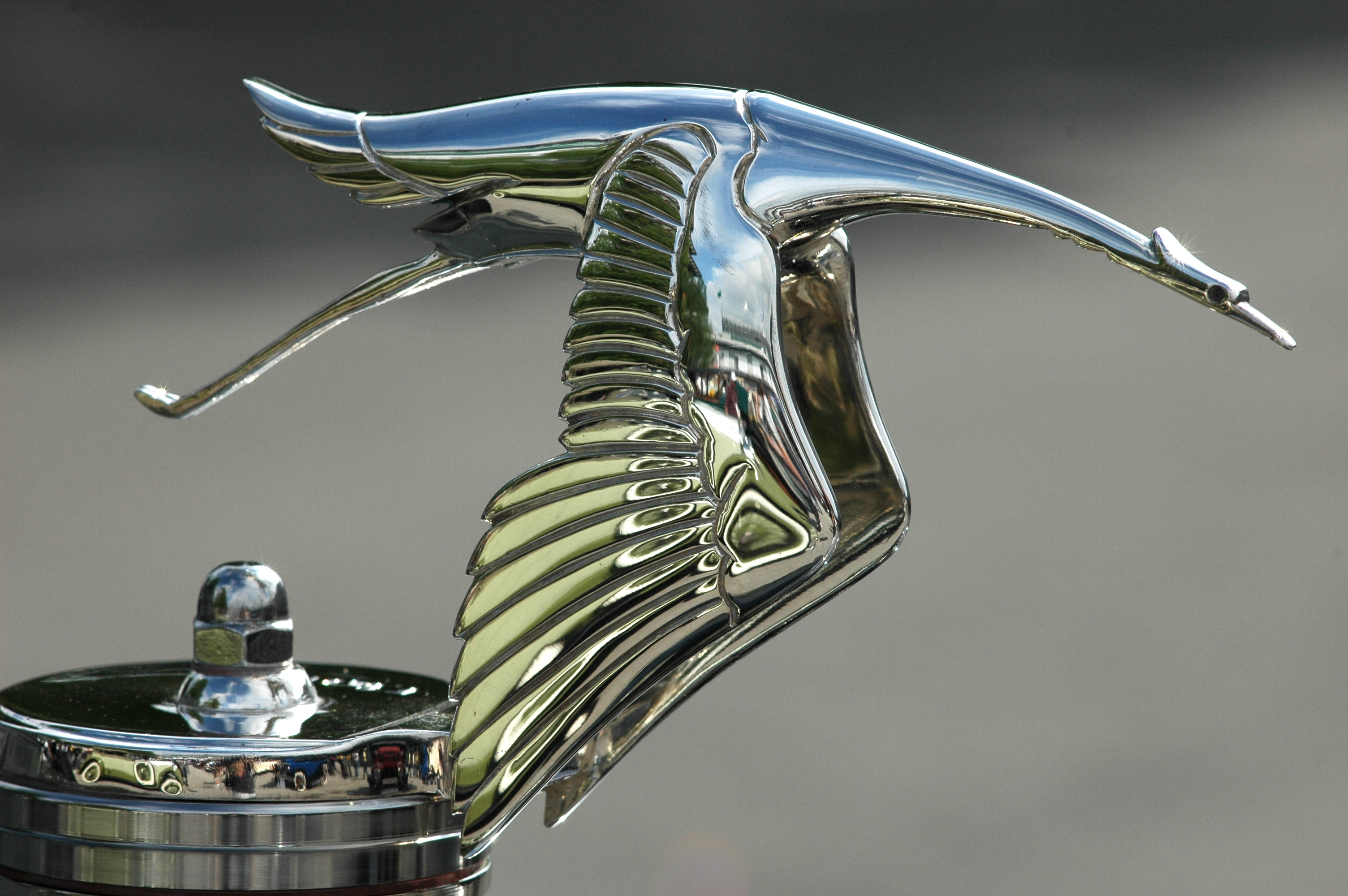
Ab 1918 war der fliegende Storch Kühlerfigur der Hispano-Suiza-Fahrzeuge

Für die Steigerung der Automobilproduktion wurde 1911 in Levallois bei Paris das Montagewerk Hispano France in Betrieb genommen. Da die Räumlichkeiten dort nicht zu erweitern waren, ließ Don Damiá Mateu bereits 1913 nicht weit entfernt in Bois-Colombes ein weiteres Werk bauen, das bald zum größten Hispano-Suiza-Standort wurde.
Mit Beginn des Krieges 1914 kam dann die zweite Produktidee von Mitinhaber und Chefkonstrukteur Marc Birkigt zum Tragen: Flugmotoren. Bei dem ab 1915 im Werk Bois-Colombes gefertigten Hispano-Suiza 8 galten die obenliegenden Nockenwellen (OHC) in jener Zeit als technische Besonderheit. Das französische Werk wurde 1923 als Société Française Hispano-Suiza, S.A. zum eigenständigen Tochterunternehmen der spanischen Mutterfirma.
Für ihre Flugzeugfabrik Société de Production des Aéroplanes Deperdussin (SPAD) schloss die Regierung der Dritten Französischen Republik einen Liefervertrag über Flugmotoren ab. Die Produktionszahlen stiegen rasch an: Rund 50.000 Einheiten des 130 PS starken Hispano-Suiza V8-Flugmotors verließen die Werkstore. Die Zusammenarbeit mit SPAD war dann auch der Auslöser zur Herstellung von Maschinenwaffen. Von einem Unterbrechergetriebe synchronisiert, feuerte die Hispano-Maschinenkanone durch den Propellerkreis, ohne die Luftschraube zu zerstören. Bei späteren Motorenkonstruktionen feuerte sie durch die Propellerwelle.
Die ab 1918 verwendete Kühlerfigur der Hispano-Suiza-Fahrzeuge, der fliegende gestreckte Storch, stammt von einem Geschwadersignet des französischen Kampfpiloten Georges Guynemer, dessen SPAD-Flugzeug von einem Hispano-Suiza-Motor angetrieben wurde.
1937 erwarb die Regierung der Republik Frankreich mit 51 Prozent die Mehrheit der Anteile an der französischen Hispano-Suiza-Tochter, einem wichtigen Flugmotorenhersteller des Landes. Das in Société d’exploitation des matériels Hispano-Suiza umbenannte Werk konzentrierte sich nach Einstellung der Autoproduktion im Jahr 1938 ganz auf den Bau von Flugmotoren und Maschinenkanonen. Nach dem Zweiten Weltkrieg stellte es als Lizenzbau Strahlturbinen her und ging 1968 im französischen Aeronautik-Konzern SNECMA auf (ab 2005  firmierend unter Safran). Hispano-Suiza/Snecma eröffnete 1999 ein Werk in Bezons, das mechanische, hydraulische, elektronische und elektrische Komponenten für Strahlturbinen fertigte. Im 21. Jahrhundert ist Hispano-Suiza ein Zulieferunternehmen der Luftfahrtindustrie mit Sitz in Colombes bei Paris, das zum französischen Safran-Konzern gehört; seit 2016 firmiert das Unternehmen unter dem Namen Safran Transmission Systems.

### Hispano-Suiza (Suisse)
Zwei Jahre nach Beginn des Spanischen Bürgerkriegs verließ Marc Birkigt sein Unternehmen und gründete 1938 in Genf die Hispano-Suiza (Suisse) S.A. Deren Tochterfirma British Manufacture and Research Company (BMARC) mit Sitz in Grantham (Lincolnshire) stellte u. a. Maschinenkanonen (HS.404) für die Alliierten her.
Der Schweizer Konzern war in den 1950er Jahren als Generalunternehmer für den Bau des Schützenpanzers HS 30 der Bundeswehr verantwortlich. Die Umstände seiner Beschaffung mündeten Ende der 1960er Jahre in den HS-30-Skandal. Im Nachgang löste 1970 Marc Birkigts Sohn Louis als Alleininhaber das Unternehmen auf; das Unternehmen hatte zu diesem Zeitpunkt 1200 Beschäftigten und einen Jahresumsatz von 100 Millionen Schweizer Franken. Die Züricher Oerlikon-Bührle Holding übernahm in der Folge den Werkzeugmaschinen- und Rüstungssektor der Hispano-Suiza-Gruppe mit einer Waffen- und Werkzeugmaschinenfabrik sowie eine Munitionsfabrik in Genf und einen Rüstungsbetrieb in Grantham (England). Das Textilmaschinen-Werk Hispano-Suizas hingegen, das nicht ins Produktionsprogramm der Züricher Waffenfabrikanten passte, wurde dem Maschinenbau-Konzern Sulzer  aus Winterthur angegliedert. Am Standort Hangelar existierte eine Abteilung Kesselbau, die in den 1960er-Jahren Ölheizungen produzierte; unklar ist, welche anderen Abteilungen dort existierten: zumindest ist in Hangelar die Vorführung des Schützenpanzers HS 30 erfolgt.

### La Hispano und Nachfolgeunternehmen in Spanien
1916 wurde in Guadalajara die Aktiengesellschaft La Hispano S.A. gegründet. Als 1923 finanzielle Probleme auftraten, wurde sie Teil von Hispano-Suiza. 1931 erwarb Fiat S.p.A. die Hälfte der Anteile. Nun entstanden hier etwa 300 Exemplare des Hispano 514 als Lizenzbau des Fiat 514.
Die Hispano-Suiza de Guadalajara begann 1929 mit dem Flugzeugbau. In den 1950er-Jahren wurde die Firma in Hispano Aviación S.A. (HASA) geändert. Diese entwickelte 1950 für Martin-Baker Schleudersitze für die Luftfahrtindustrie in den USA. Die spanische Construcciones Aeronáuticas S.A. (CASA) kaufte 1972 das Unternehmen und im gleichen Jahr wurde CASA zusammen mit anderen Herstellern aus Frankreich, Deutschland und Großbritannien Mitglied des neu gegründeten Airbus-Konsortiums.

## Produkte

### Automobile bis 1945
Die Technologie und Zuverlässigkeit der Motoren, die zahlreichen Varianten und technisch zuverlässigen Lösungen aus dem Flugmotorenbau führten Hispano-Suiza-Automobile geradewegs in die Spitzenklasse. So wurde Hispano-Suiza in den späten 1920er- und frühen 1930er-Jahren ein echter Konkurrent zu Mercedes-Benz, Horch, Maybach, Isotta Fraschini und Rolls-Royce.

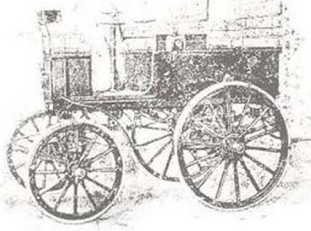
Elektroauto La Cuadra (1899)
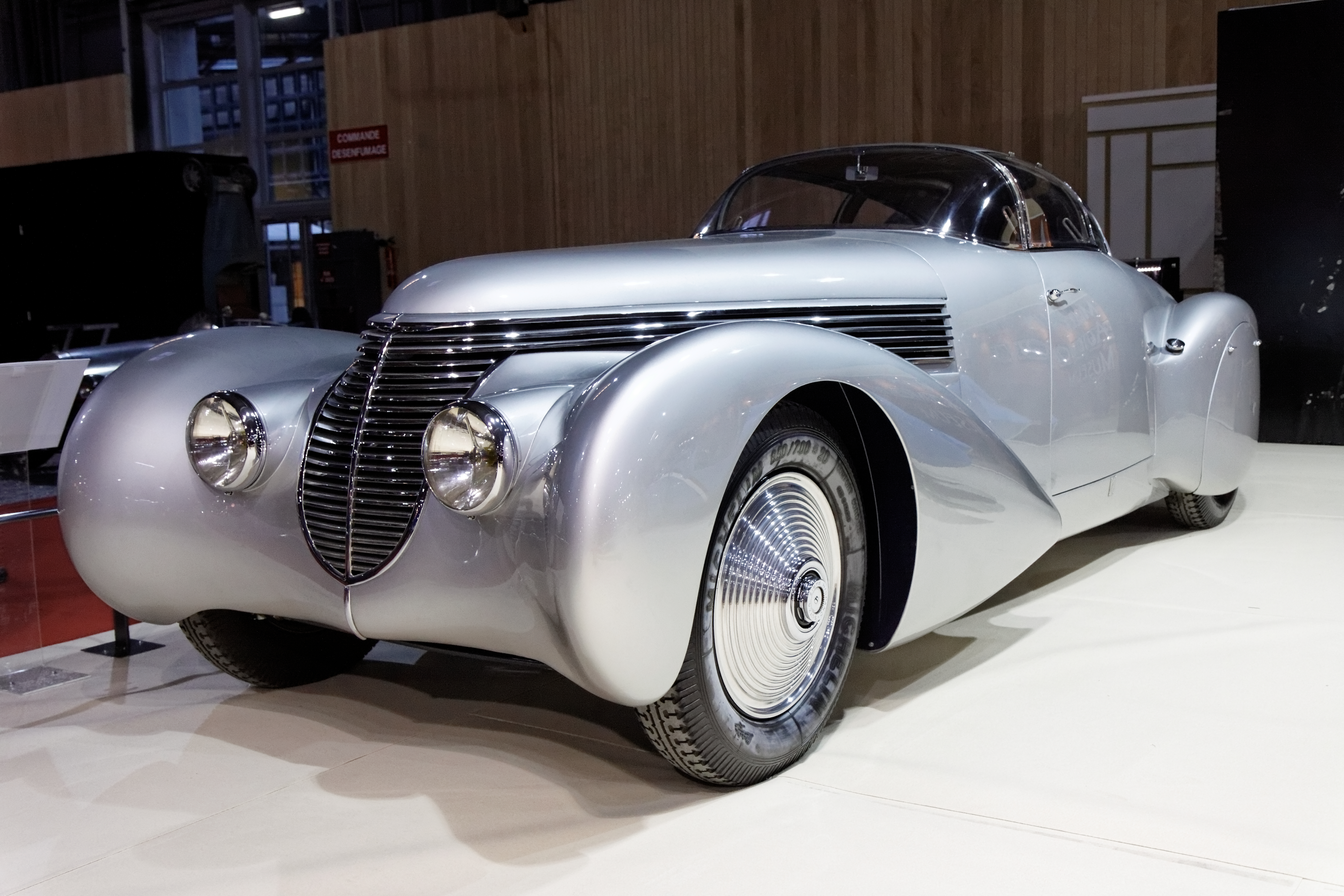
Hispano-Suiza H6 C (1938)

### Renaissance der Marke im Automobilbau seit 2000
Prototypen vom spanischen Ingenieurbüro Mazel Ingenieros, das 2015 in Konkurs ging:
- 2000: HS 21; auf dem Genfer Auto-Salon präsentierte Studie eines Supersportwagens mit einem BMW-Motor im Heck.
- 2001: Hispano-Suiza K8.
- 2002: HS 21-GTS; ein weiterer Supersportwagen.
- 2004: Ein vierter Prototyp und nochmals der HS 21.

Projekt der Hispano Suiza Automobilmanufaktur:
- 2010: Hispano-Suiza V10 Supercharged. Der auf dem Genfer Auto-Salon vorgestellte, 850 PS starke Supersportwagen, wurde von einem V10-Motor von Audi angetrieben. Als Verkaufspreis waren etwa 750.000 Euro geplant.[4]
- 2017 wurde ein neuer Forschungs- und Entwicklungsstandort in Villach eröffnet.[5] Das Unternehmen ging im Februar 2022 in Konkurs.[6]
- 2019: Hispano-Suiza Maguari. Das auf dem Genfer Auto-Salon präsentierte Fahrzeug hat einen V10-Motor von Lamborghini.

### Flugzeuge

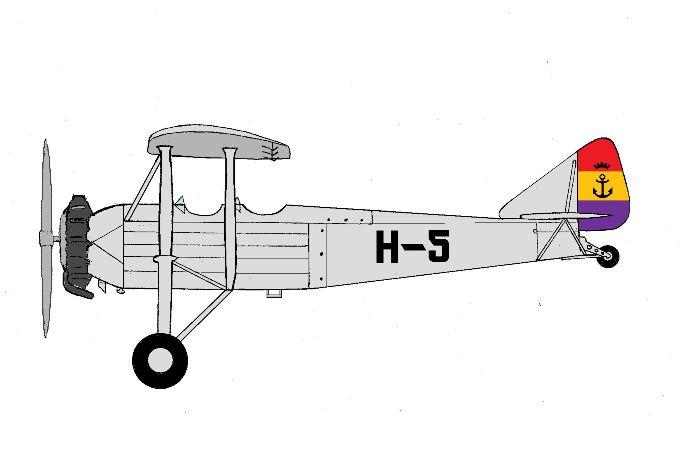
Hispano Suiza E-30 der Aeronáutica Naval

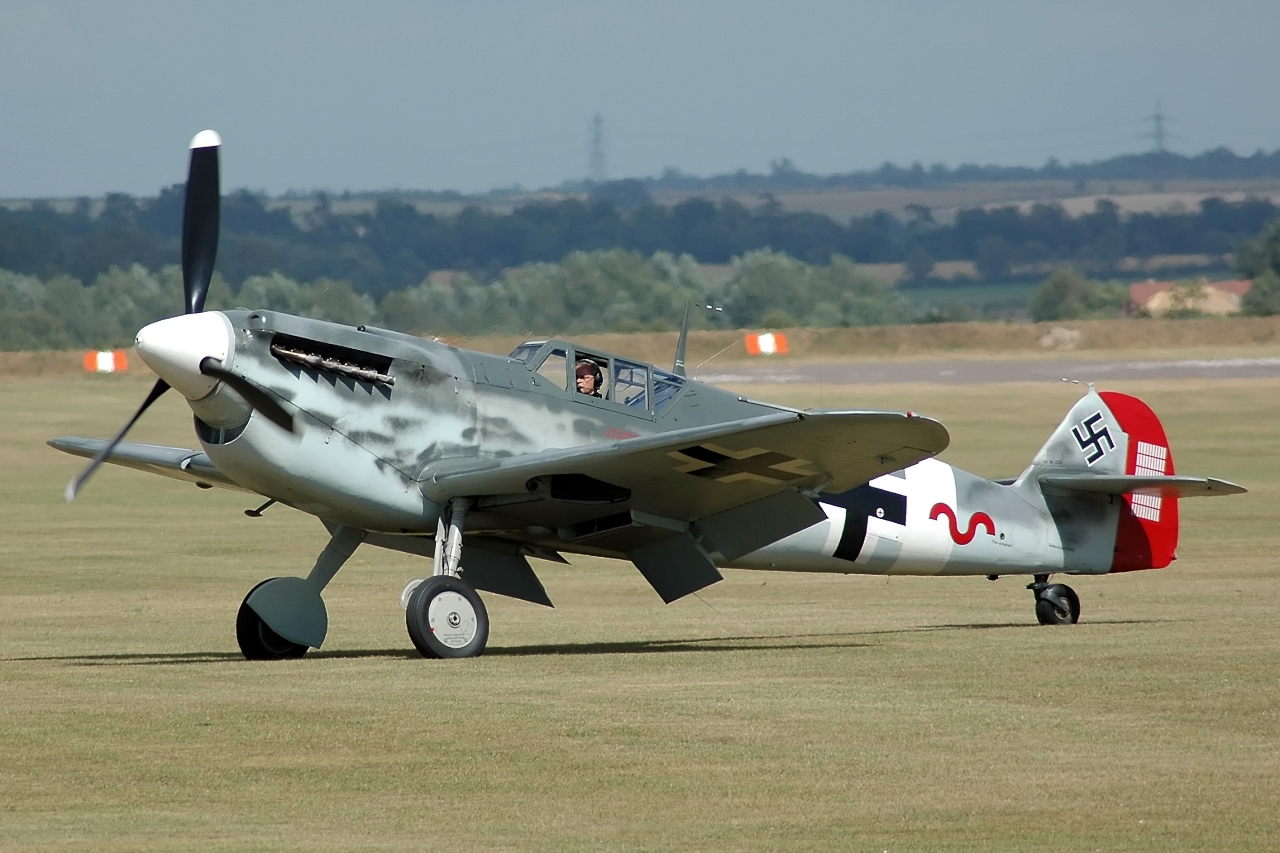
HA-1112-M1L Buchón C.4K-154 (Real Aeroplane Company)

1929 war der Start der Flugzeugproduktion mit dem Namen Hispano-Suiza de Guadalajara. In den 1950er-Jahren wurde der Namen des spanischen Luftfahrtunternehmens in Hispano Aviación S.A. (HASA) geändert. 1972 wurde die Hispano Aviación S.A. von Construcciones Aeronáuticas S.A. (CASA) übernommen und mit anderen Herstellern aus Frankreich, Deutschland und Großbritannien Mitglied des in jenem Jahr gegründeten Airbus-Konsortiums.
- 1930 Hispano-Suiza E-30, Kunstflugmaschine mit H.S. 9-Q-d.-Motor, 320 PS
- 1934 Hispano Suiza HS-34, Schulflugzeug, Erstflug 1935. 1936 erwarb das spanische Militär fünf Maschinen mit De-Havilland-Reihenmotor, 130 PS
- 1938 Hispano Aviación HA-132-L. Dieser Typ wurde in Sevilla bis Ende 1944 gefertigt.
- 1945 Hispano Aviación HA-1109 und HA-1112 Buchón (dt.: Taube) als Weiterentwicklung der Messerschmitt Bf 109 nach dem Ende des Krieges in Spanien mit dem Rolls-Royce-Merlin-Motor, der noch kurz zuvor in den Flugzeugen der alliierten Gegner eingebaut war. Rund 200 Exemplare wurden gebaut.

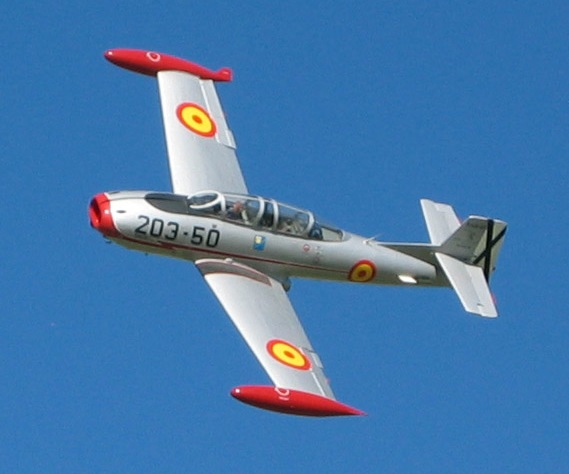
Hispano Aviación HA-200 „Saeta“

- 1948 Hispano Aviación HA-1109 K. Die Messerschmitt Stiftung in Manching besitzt ein Muster dieses Typs. Bei diesem Flugzeug handelt es sich im Ursprung um die Ha 1109 K-1L, Werknummer 54, die 1948 gebaut wurde. Sie diente als Prototyp für die Fertigung der HA-1112 und als Testflugzeug. Nach der Ausmusterung überließ Hispano das Flugzeug der Stadt Sevilla, die sie als Attraktion auf einem Kinderspielplatz ausstellte. Vandalismus ließ sie jedoch schnell zu einer Gefahr für spielende Kinder werden, also ging das Flugzeug 1968 wieder zurück an Hispano. Danach wurde sie für den Film „Luftschlacht um England“ aufgekauft und mit deutschen Markierungen versehen. Es wurden einige Bodenszenen gedreht, die jedoch dem Schneidetisch zum Opfer fielen. Für die Aufnahmen wurde sie als „bauchgelandet“ auf einen spanischen Strand gelegt, wo sie nach den Dreharbeiten liegen blieb und erneut geplündert wurde. Willy Messerschmitt erwarb die Maschine von der Filmgesellschaft, ließ sie am 26. April 1968 zerlegen, in Spanien restaurieren und einer Bf 109 E anpassen, deren Aussehen sie jedoch nie ganz erreichte. 1968 wurde sie von der deutschen Luftwaffe nach Deutschland transportiert, wo sie zunächst vor der Hauptverwaltung der MBB aufgestellt war. Anfang der 1990er-Jahre stand sie in einer Halle des Flughafens Augsburg. 1994 kam sie zurück zu MBB. Man hatte durch den Betrieb der fliegenden Bf 109 G-6 genügend Ersatzteile, so dass man sich an den Umbau in eine G-2 machte. Sie erhielt einen nicht funktionsfähigen DB-605-Motor und zunächst einen sandfarbenen Anstrich, mit dem sie zwischen 1995 und 1997 in der Flugwerft Oberschleißheim ausgestellt war. 1997 erhielt sie dann einen vorbildgetreuen Tarnanstrich, jedoch ohne jegliche Kennzeichen. Seitdem ist sie auf wechselnden Ausstellungen zu sehen.
- 1951 Hispano Aviación HA-1109 J-1L; die Zelle entsprach der Bf 109, jedoch mit dem 1300 PS leistenden Hispano-Suiza-Triebwerk HS 12-Z17.
- 1955 Hispano Aviación HA-200 D Saeta; Jagdbomber, Trainer. Die spanischen Luftstreitkräfte setzten die Maschinen noch bis zum Anfang der 1980er-Jahre ein. Gebaut wurden diese in Sevilla. Die Messerschmitt Stiftung ist der Eigentümer einer, von Airbus am Standort Manching im Flugmuseum Messerschmitt betriebenen, flugfähigen HA 200.
- 1964 Hispano Aviación HA-300, Jagdflugzeug. In den 1950er-Jahren von einer Projektgruppe um Willy Messerschmitt in Spanien entwickelt, wurde das Projekt dann in Ägypten zu Ende gebracht. Es wurden lediglich zwei Exemplare gebaut und das Projekt dann zugunsten der MiG-21 eingestellt. Der erste Prototyp flog 1964 ist heute Teil der Dauerausstellung des Flugmuseum Messerschmitt in Manching.

### Flugmotoren

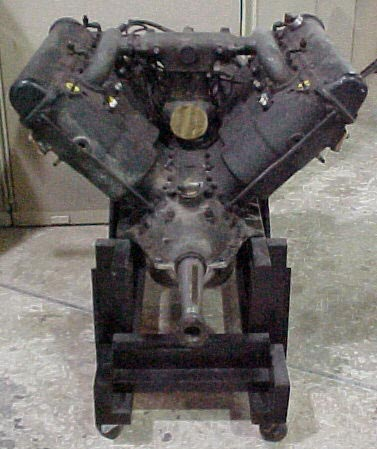
Motor Typ 8A

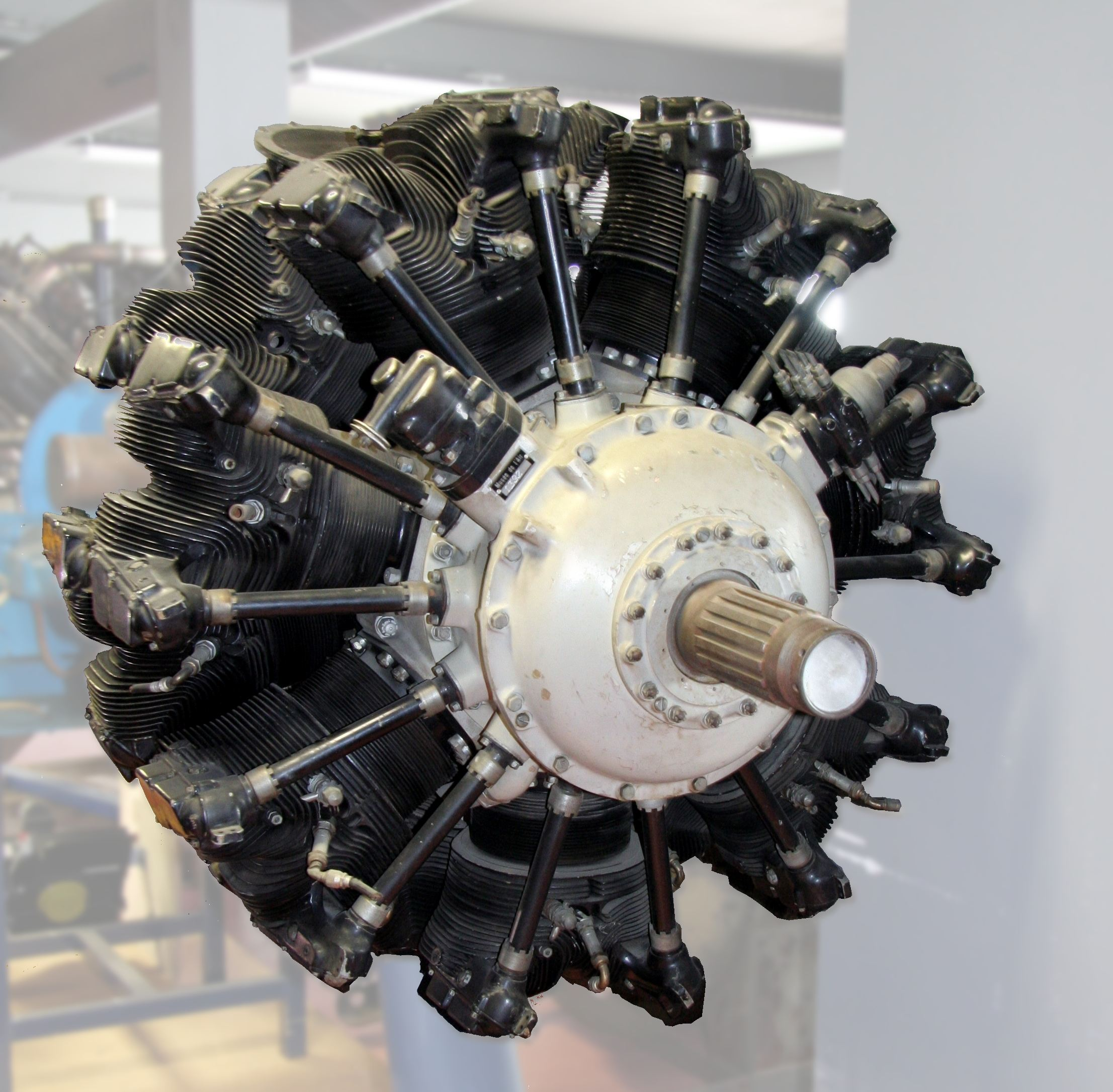
Motor Typ 14AB

Bekannte und in großen Stückzahlen gebauter Motoren:
- 1917: Hispano-Suiza 8Aa bis 8Be; flüssigkeitsgekühlter Achtzylinder-V-Motor, Motorblock aus Aluminiumlegierung, 150 PS bei 2.000/min; 49.893 Einheiten dieses Typs gingen mehrheitlich nach Frankreich, aber auch in die USA, Japan und Italien.
- 1917: Hispano-Suiza 8F; wassergekühlter V8-Motor, 300 PS bei 2.100/min
- 1919: Hispano-Suiza 8Fb; Weiterentwicklung des Hispano-Suiza 8A auf 300 PS Leistung wurde in die Airco D.H.4 (später auch de Havilland DH-4 genannt) eingebaut (siehe auch: Historische Flugzeuge der spanischen Luftwaffe)
- 1924: Hispano-Suiza 12Gb; wassergekühlter Zwölfzylinder-Y-Motor, 585 PS bei 2.000/min
- 1924: Hispano-Suiza 12Jb; wassergekühlter Zwölfzylinder-V-Motor
- 1926: Hispano-Suiza 8Aa; flüssigkeitsgekühlter V8-Motor mit integrierter Kanone
- 1930: Hispano-Suiza 9Qd; Neunzylinder-Umlaufmotor, 310 PS bei 2.100/min
- 1932: Hispano-Suiza 12Xirs; wassergekühlter Zwölfzylinder-V-Motor, 650 PS bei 2.600/min
- 1932: Hispano-Suiza 12Ybrs; wassergekühlter Zwölfzylinder-V-Motor, 670 PS
- 1935: Hispano-Suiza 12Ycrs; wassergekühlter Zwölfzylinder-V-Motor, 860 PS
- 1940: Hispano-Suiza 12Y-51; Zwölfzylinder-V-Motor mit Szydlowski-Planiol-Turbolader, 1100 PS bei 2.750/min
- 1940: Hispano-Suiza 12Y-89ter; Zwölfzylinder-V-Motor, 1280 PS
- 1945: Hispano-Suiza 12Z-17; Zwölfzylinder-V-Motor mit Vierventiltechnik, 1300 PS bei 2.650/min am Boden, 1500 PS bei 2.700/min in 6.400 m Flughöhe
- 1946 bis 1955 fertigte Hispano-Suiza Rolls-Royce-Triebwerke als Lizenzbau

Der Motor Hispano-Suiza-12Y fand in zahlreichen bekannten Jagdflugzeug-Entwürfen aus der Zeit von 1932 bis 1941 Verwendung. Dazu zählen u. a. die Morane-Saulnier MS.406, die Dewoitine D.520, die jugoslawische Rogožarski IK-3 und die tschechische Avia B-534.
In der Sowjetunion wurde der Hispano-Suiza 12Y durch Wladimir Klimow erfolgreich zum Klimow M-100 und später zum Klimow M-105 weiterentwickelt, der zum Standardmotor vieler bekannter sowjetischer Flugzeuge im Zweiten Weltkrieg wurde (u. a. LaGG-3, Petljakow Pe-2, Jakowlew Jak-1, Jak-3, Jak-7, Jak-9).

### Maschinenkanonen
Auf Vorschlag des französischen Spitzenpiloten Georges Guynemer wurde 1917 eine Variante der SPAD XIII in einigen Exemplaren gebaut. Guynemer war der Ansicht, dass für ein Jagdflugzeug die Feuerkraft von ein oder zwei Maschinengewehren nicht ausreichte. Er konnte die Entwickler überzeugen, zwischen den Zylinderblöcken des Hispano-Suiza-Motors eine 37-mm-Bordkanone einzubauen, die durch die hohle Propellernabe feuerte. Zwar war die Kadenz dieser Kanone sehr niedrig, aber dafür richteten die Geschosse bei den getroffenen Flugzeugen verheerende Zerstörungen an. Diese Flugzeugversion wurde allerdings nur selten eingesetzt, da sie nicht gerade wendig war und die Kanone nach jedem Schuss von Hand nachgeladen werden musste.
Die MS.406 war ein französisches Jagdflugzeug, das 1938 von Morane-Saulnier entworfen wurde. Zahlenmäßig war es der wichtigste Jäger der französischen Luftwaffe zu Beginn des Zweiten Weltkrieges und wie die Arsenal VG-33 (ein im Jahre 1939 in Frankreich konstruiertes Jagdflugzeug) ein Flugzeug, das vorwiegend mit Hispano-Suiza-Kanonen ausgerüstet wurde. Auch die gesamte Luftwaffe der RAF in England verwendete die Maschinenkanonen des Kalibers 20 mm für ihre Flugzeuge.

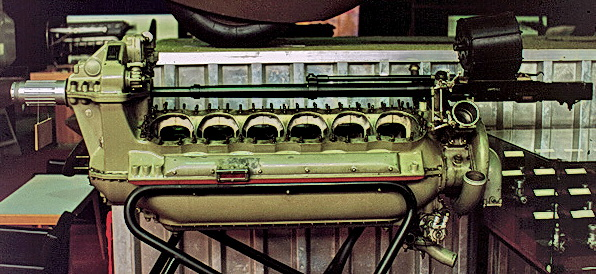
Anordnung des Kanonenlaufs in einem HS-Motor
(Die Zylinder wurden zur besseren Ansicht entfernt)

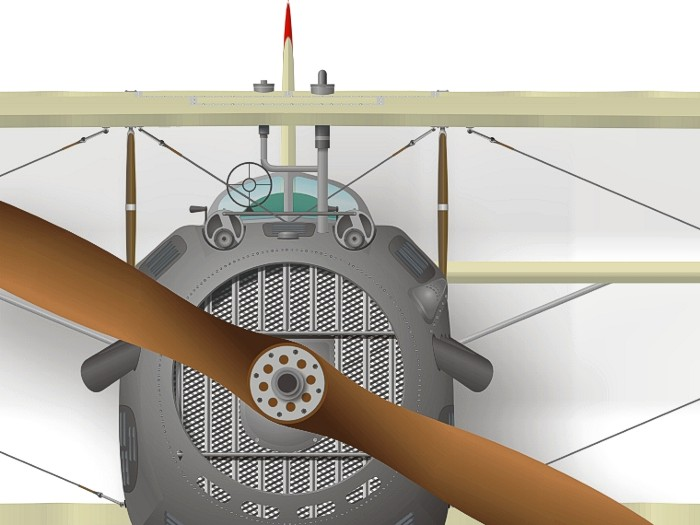
Anordnung der Maschinenwaffe
Beispiel bei SPAD XIII.

In großen Stückzahlen im Werk Bois-Colombes an der Seine in Frankreich gebaute und bekannte Typen waren:
- Hispano-Suiza HS.9
- Hispano-Suiza HS.820
- Hispano-Suiza HS.404
- Hispano 408 20 mm wurden in den Serienjägern der Baureihe HA-1109 verwendet.
- Hispano HS.804, 20-mm-Maschinenkanone für die FMA IA 58 „Pucara“

### Panzer HS-30
In den 1950er-Jahren war der Konzern Hispano Suiza (Suisse) als Generalunternehmer für den Schützenpanzer HS 30 der Bundeswehr benannt worden. Daraus entwickelte sich der HS-30-Skandal (bzw. Hispano-Suiza-Skandal), in den 1960er-Jahren war es der bis dahin größte deutsche Rüstungsskandal.

HS-30 für die Bundeswehr.